# فيليبي غوميز
فيليبي غوميز (بالبرتغالية: Felipe Gomes) هو منافس ألعاب قوى برازيلي، ولد في 26 أبريل 1986 في ريو دي جانيرو في البرازيل.
حياته المهنية
شارك غوميز لأول مرة في دورة الألعاب البارالمبية الصيفية عام 2008، عندما حضر دورة بكين. هناك، وصل إلى نهائي سباق 100 متر، محتلاً المركز الثامن. ورغم تأهله بعد تجاوز الدور الأول من سباق 200 متر، إلا أنه لم يبدأ نصف النهائي بسبب الإصابة.
في عام 2013، مثّل غوميز البرازيل مجددًا في بطولة العالم لألعاب القوى لذوي الاحتياجات الخاصة في ليون، فرنسا. حيث شارك في سباق 100 متر، وحصل على المركز الثاني محرزًا الميدالية الفضية.